# Imbsen (Adelsgeschlecht)

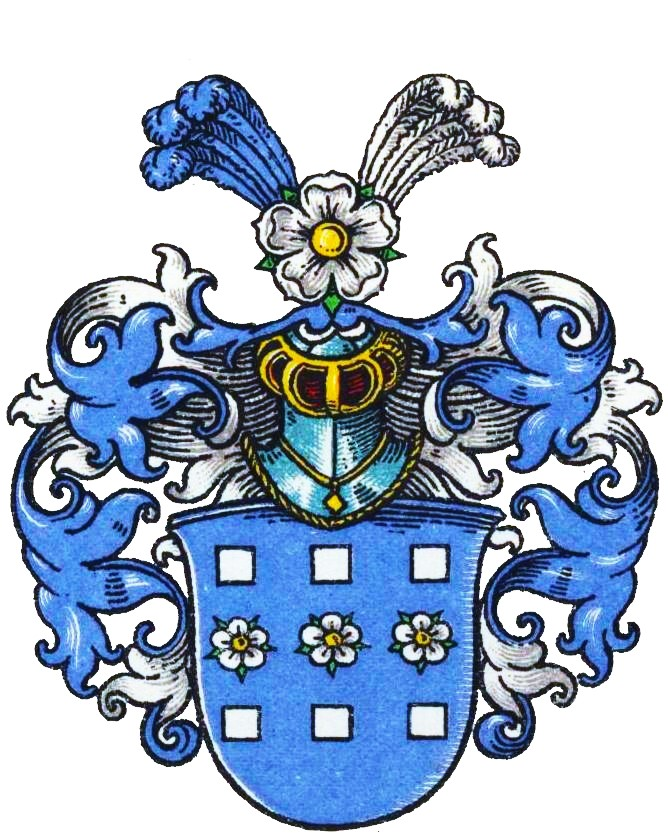
Stammwappen derer von Imbsen im Wappenbuch des Westfälischen Adels

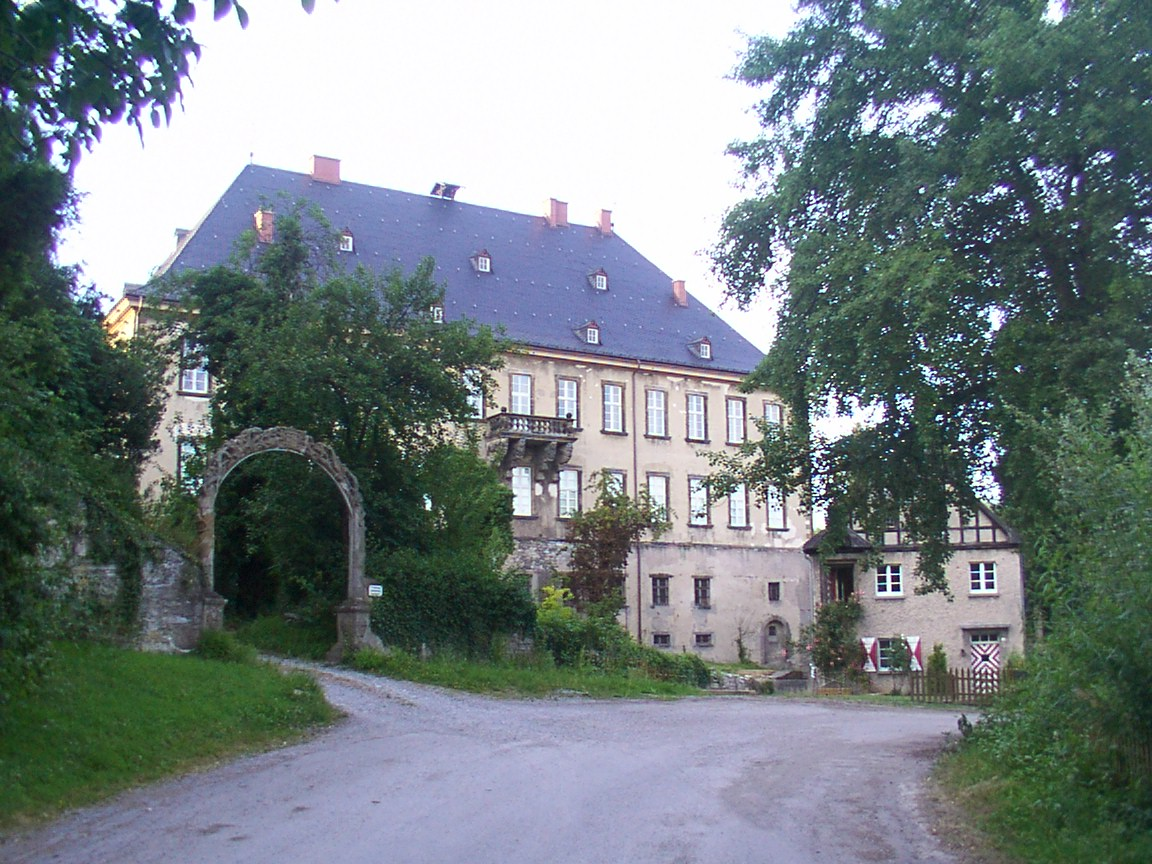
Das Herrenhaus von Schloss Wewer, Ansicht von Südwesten

Imbsen (auch Imsen, Imessen, Imedeshusen, Immenhusen o. ä.) ist der Name eines westfälischen Uradelsgeschlechts.

## Geschichte
Das Geschlecht stammt aus Immessen (heute wüst) zwischen Frohnhausen und Tietelsen bei Brakel im Bistum Paderborn. Es erscheint urkundlich erstmals am 23. März 1273 mit Fredericus de Ymessen, mit dem auch die Stammreihe beginnt.
Die Familie stellte die Erbschenken des Stifts Heerse. Sie saßen zu Wewer auf Schloss Wewer (siehe auch Imbsenburg) (urkundlich 1449–1755) und Stuckenbrock. Vom 15. bis in das 18. Jahrhundert hinein stellten sie Domherren zu Paderborn, Anfang des 17. Jahrhunderts auch eine Äbtissin des Damenstifts Geseke.
1715 erhielten die Brüder Johann Theodor, Wilhelm und Konrad von Imbsen den ungarischen Freiherrenstand verliehen. 1718 und 1733 wurde die Familie in den Böhmischen alten Herrenstand und am 3. Februar 1721 in den Reichsfreiherrenstand erhoben. Johann Theodor Freiherr von Imbsen, kaiserlich-königlicher Hofrat und Kabinetssecretair erhielt am 10. Dezember 1723 die Anwartschaft auf die den Grafen Braida gehörenden Lehngüter im Kreis Lüben in Schlesien, sobald diese ausgestorben wären. Zu den Gütern gehörten Groß-Heinzendorf, Herbersdorf, Neudorf, Neuguth und Parchau.
In Westfalen erlosch die Familie mit dem Tod der Freiin Anna von Schorlemer Alst, geborere von Imbsen, am 19. Januar 1891. In Russland blühte die Familie fort.

## Wappen
- Blasonierung des Stammwappens: In Blau zwei Reihen von je drei silbernen Schindeln balkenweise gestellt, dazwischen drei ebenso gestellte silberne Rosen. Auf dem Helm mit blau-silbernen Helmdecken eine silberne Rose, oben rechts mit drei blauen, links mit drei silbernen Straußenfedern besteckt.[2]
- Blasonierung des Freiherrenwappens von 1721: Geviert von Blau und Silber mit rotem Herzschild, darin unter kaiserlicher Krone die goldene Chiffre „C. VI“ (Carolus VI.). An diesem Schild hängt an goldener Kette ein kleineres Schildchen, das in Silber das rote burgundische Kreuz enthält. Im Hauptschild zeigt Feld 1 das Stammwappen, Feld 2 ein rotes Ordenskreuz mit silbernem Herzschild belegt, darin ein abgerissener Baumstamm, Feld 3 ein roter Krebs mit silberner Rose auf dem Rücken, Feld 4 zehn (4:3:2:1) silberne Rosen. Drei Helme: I. mit blau-silbernen Decken sieben Straußenfedern (rot-silbern-blau-silbern-blau-silbern-rot), die mittlere mit einem Krebs belegt, II. mit rot-silbernen Decken zwei ins Andreaskreuz gestellte gestümmelte Äste von einer goldenen Kette des Vliessordens umgeben, III. mit blau-silbernen Decken der Baumstamm zwischen einem mit Pfauenspiegeln beiderseits besteckten schwarzen Horn und einer silbernen Fahne, auf der sich der Baumstamm wiederholt. Als Schildhalter zwei vorwärts-sehende zweischwänzige goldene Löwen.

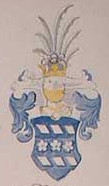
Wappen derer von Imbsen im Paderborner Rittersaal
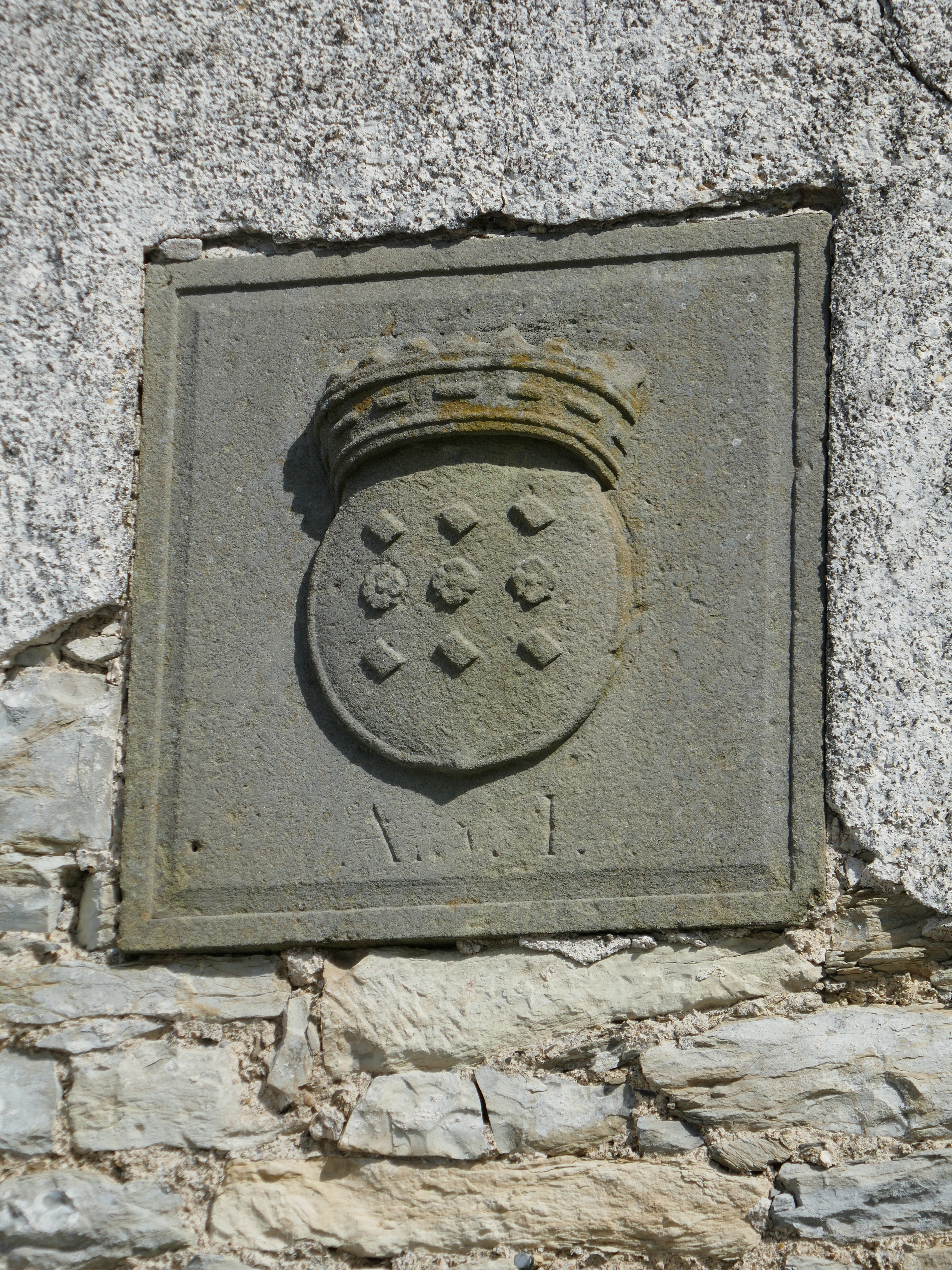
Wappen derer von Imbsen am Schloss Eggeringhausen in Anröchte-Mellrich
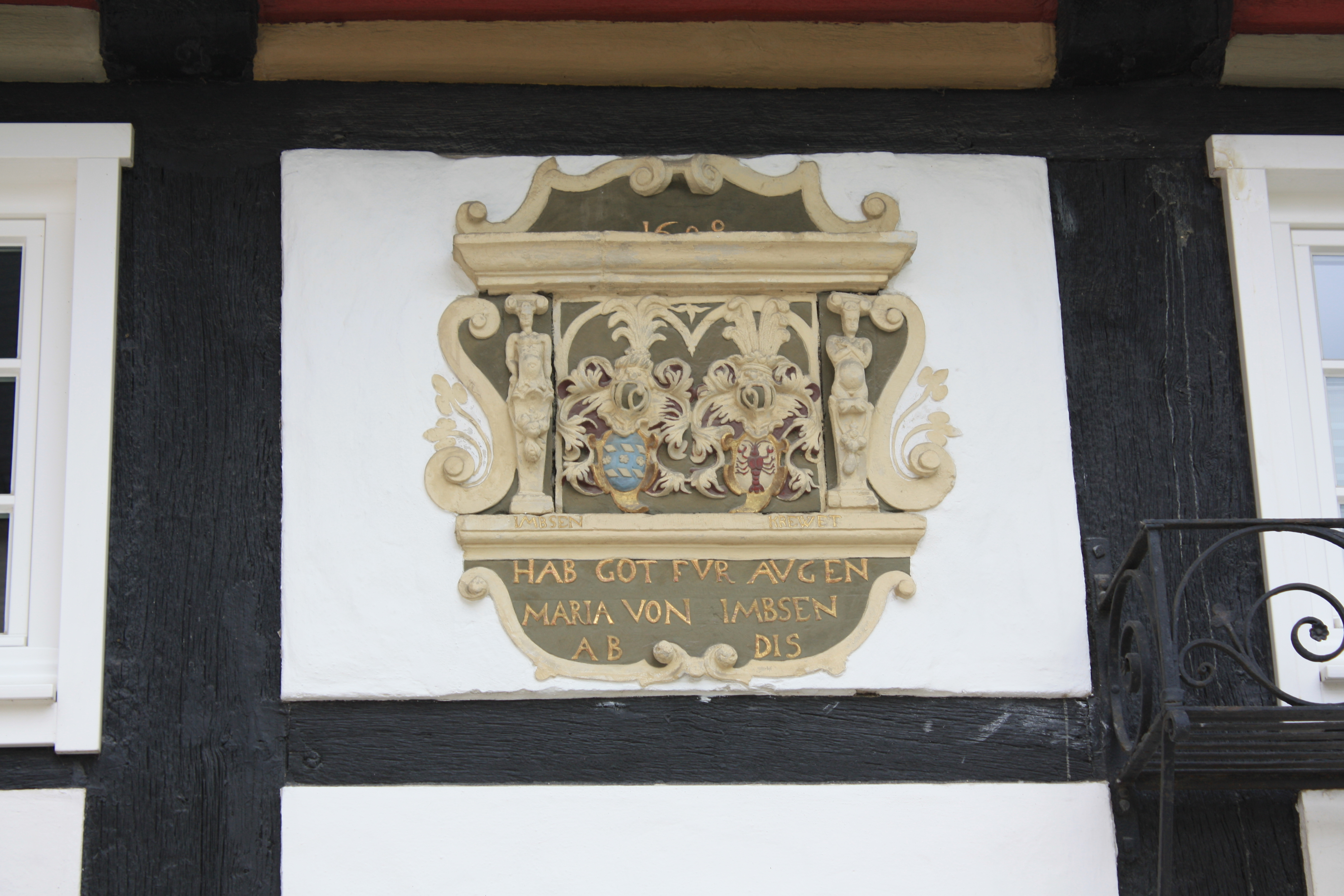
Wappen der Maria von Imbsen, 1606–1613 Äbtissin des Damenstifts Geseke, an der Stiftsschule in Geseke
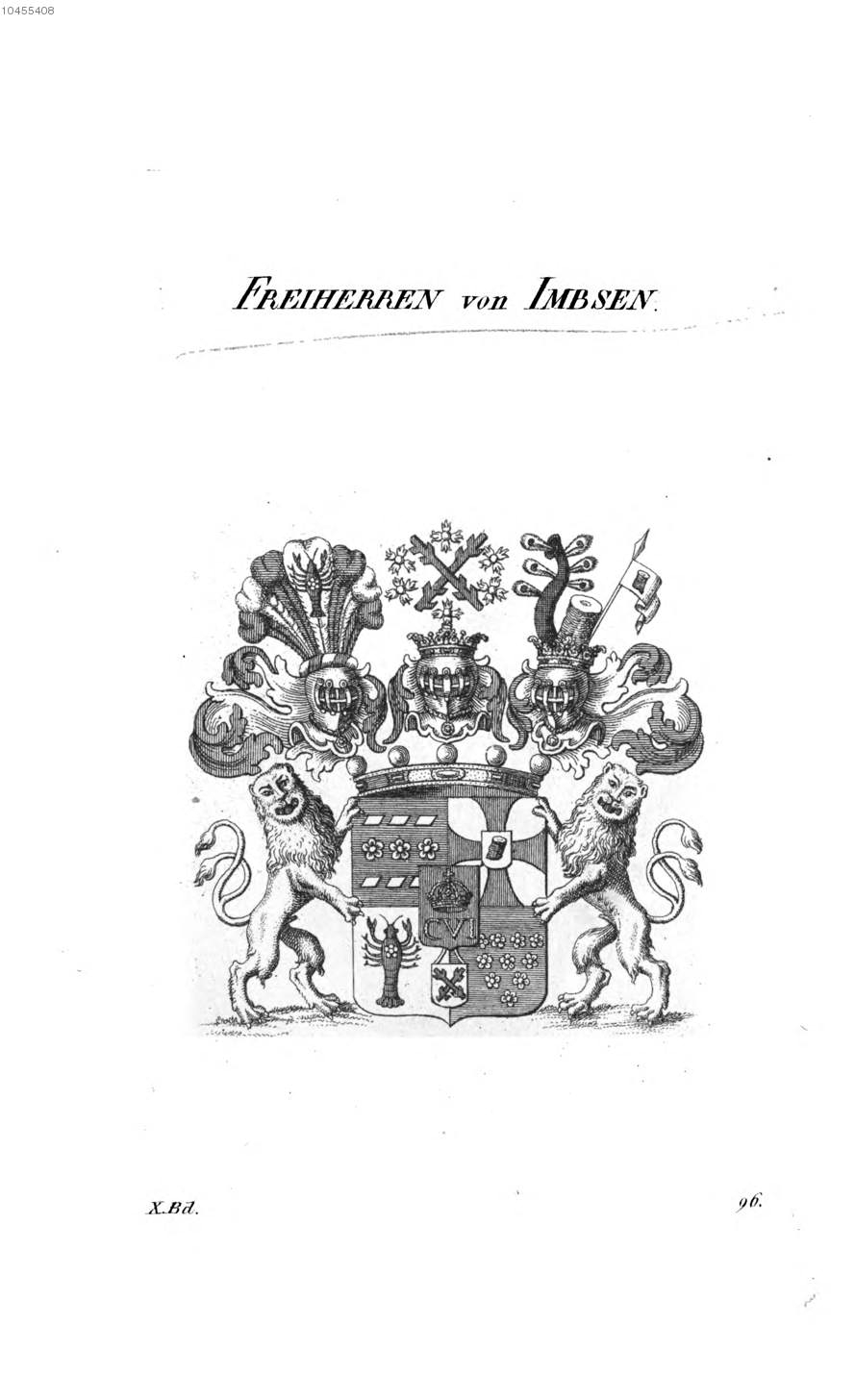
Wappen der Freiherren von Imbsen bei Tyroff

## Persönlichkeiten
- Johannes von Ymdeshusen, 1454 Domberr zu Paderborn
- Hinrich van Ymmessen, Domherr zu Paderborn (urkundlich 1476, 1478 und 1486)
- Johannes von Ymmessen, 1478–1516 Domherr zu Paderborn
- Maria von Imbsen, 1606–1613 Äbtissin des Damenstifts Geseke
- Johannes Alard von Imbsen, 1615–1664 Domherr und Kämmerer zu Paderborn
- Melchior von Imbsen, 1629–1635 Domherr zu Paderborn
- Heinrich von Imbsen, 1637 Domberr zu Paderborn
- Bernhard Raban von Imbsen, 1639–1652 Domherr zu Paderborn
- Johannes Werner von Imbsen, 1703–1743 Domherr und Kantor zu Paderborn

## Stammfolge
Folgende Stammfolge ist von Ernst Heinrich Kneschke überliefert:
- Johann von Imbsen ⚭ Maria Anna von Stappe
  - Hildebrand Eucher von Imbsen, fürstlich-paderbornscher Hof- und Regierungsrat, ⚭ Maria Anna Wilhelmine von Breidenbach
    - Johann Theodor von Imbsen († 1742), kaiserlich-königlicher Hofrat, geheimer Staatssekretair, Kanzler des Ritterordens des goldenen Vlieses, reicht begütert in Sclavonien, Schlesien und Ober- und Unterösterreich, ⚭ Maria Anna Locher von Lindenheim (†  1759)
      - Maria Theresia von Imbsen ⚭ Wilhelm Ludwig Freiherr von Kesselstatt
      - Maria Antonia von Imbsen ⚭ Franz Arnold Freiherr von Imbsen († 1757)
      - Maria Theodora von Imbsen ⚭ Franz Carl Graf Podstatzky von Prussinowitz

    - Johann Wilhelm von Imbsen, kurtrierscher und pfälzischer Geheimrat und Minister-Resident zu Wien, ⚭ Maria Anna Freiin von Dalberg
      - Franz Arnold Freiherr von Imbsen († 1757), besaß die paderbornischen Familiengüter, ⚭ Maria Antonia von Imbsen (Cousine; siehe oben)

    - Johann Konrad Freiherr von Imbsen († 1747) ⚭ II. Catharina Elisabeth Freiin von Wendt
      - Werner Philipp Moritz Freiherr von Imbsen († 1784), erbte die paderbornischen Güter von seinem Vetter, ⚭ Victoria von Juden
        - Franz Arnold Sigismund Freiherr von Imbsen († 1831) ⚭ I. Maria Agnes Freiin von Weichs zur Wenne
          - Wilhelm Anton Freiherr von Imbsen (1782–1833), Herr zu Wewer, Letzter im Mannesstamm, ⚭ 1806 Bernhardine Gräfin von Korff genannt Schmising zu Tatenhausen (* 1785), Tochter von Clemens August Heinrich von Korff gen. Schmising (1749–1821), kurkölnischer Rat und Oberhofmarschall des Fürstbischofs von Münster sowie Domherr und Amtsdroste in Cloppenburg
            - Betty Freiin von Imbsen (1808–1855) ⚭ 1830 Albert Ludwig von Haza-Radlitz (1798–1872) zu Lewitz bei Posen, herzoglich-anhalt-köthenscher Kammerherr
            - Sophie Freiin von Imbsen (1817–1853) ⚭ 1842 Friedrich von Landsberg-Velen und Gemen (1815–1898), westfälischer Unternehmer in der chemischen Industrie und Standesherr von Gemen
            - Anna Freiin von Imbsen (1820–1891) ⚭ 1841 I. Max Graf von Droste-Vischering (1794–1849) zu Darfeld, ⚭ II. Burghard von Schorlemer-Alst (1825–1895) zu Herringhausen, königlich-preußischer Premierleutnant der Kavallerie a. D., Gründer des „Westfälischen Bauernvereins“ und Initiator der ländlichen Genossenschaftsbewegung in Westfalen